# Vrist

Fotleden, talocruralleden. Illustration av hur skenben och vadben ledar till talus likt en "gaffel".

Vristen (latin: articulatio talocruralis ) eller fotleden, är den anatomiska leden som förbinder smalbenet (tibia) och vadbenet (fibula) med foten. Den består av flera leder, varav den viktigaste är den talocrurala leden, som möjliggör rörelse mellan underbenet och foten. I fotleden möts skenbenet, vadbenet och språngbenet (talus), vilket gör den viktig för stabilitet och rörelse.
Skador på vristen är vanliga inom många idrottsgrenar.
Ordet "vrist" är besläktat med orden "vricka", "varv" och "vrida", och förekommer i en del germanska språk som ord för handled.